# アニDX
『アニDX』（ - デラックス）は、REDS WAVE（CityFMさいたま）で放送されているラジオ番組である。パーソナリティは、ワイドビュー伊藤、にか。

## 概要
主にアニメの主題歌や挿入歌（アニメソング）を中心とした音楽エンターテイメント番組である。
2009年9月18日放送分よりサイマルラジオでの同時放送が開始され、全国で聴取可能となった。
リクエストやメッセージは、FAX・メール・封書のほか、REDS WAVE公式サイトから投稿可能。
番組推奨のTwitterハッシュタグは #anidx である。

## 特徴
- 「テーマソングコレクション」のコーナーでは、あるアニメ番組に着目し、そのオープニング主題歌・エンディング主題歌をセットで紹介する。
また、アニメに関する話題や、お便り紹介、パーソナリティの経験を織りまぜた話題を進行していく。
- 「ワイルドヴォイス伊藤の滑舌道場」のコーナーは、発音・発声練習を行うコーナーである。
しかし、2009年4月頃よりトークコーナーになっている。
- 「ピックアップミュージック」のコーナーでは、主にアニメソングを歌う歌手に着目して紹介する。
- 2013年10月現在、お便り募集のテーマは番組内で紹介するのではなく、収録日近くに、番組TwitterやパーソナリティのTwitter・ブログで告知されることが定常化している。

## 出演者
パーソナリティ
- ワイドビュー伊藤
埼玉県出身。ラジオパーソナリティ、元システムエンジニア。
カメラマンとして、銀座で個展[2][3]なども開催している。
- にか（二階堂裕美）
千葉県東金市出身。声優、女優、パーソナリティ。
ナレーターやラジオ番組、ドラマCDの他、映画・舞台でも活動している[4]。

レギュラー放送に出演したゲスト
- 村田綾 - 2010年3月12日放送分[5]
- 川口りさ - 2010年6月30日放送分[6]
- OS☆U（Osu Super Idol Unit） - 2011年1月31日放送分（電話による出演）[7]
（横地志保、伴かなみ[8]、森咲智美、土方瑛里香、清里千聖、岡島里恋、梶美希、高橋萌[9]、小野勇気、氷室のどか）
- 小新井涼 - 2014年10月6日放送分[10]

## 放送時間
レギュラー放送
- 2007年4月〜2007年9月
REDS WAVE：毎週木曜日 22:00 - 22:55
- 2007年10月〜2009年3月
REDS WAVE：毎週金曜日 22:00 - 22:55
- 2009年4月〜2009年9月
REDS WAVE：毎週金曜日 21:00 - 21:55（2009年9月18日放送分からサイマルラジオ同時放送）
- 2009年10月〜2010年3月
REDS WAVE：毎週金曜日 22:00 - 22:55（サイマルラジオ同時放送） ／ 毎週土曜日 15:00 - 15:55（再放送）（2009年12月まで）
- 2010年4月〜2010年7月
REDS WAVE：毎週水曜日 22:00 - 22:55（サイマルラジオ同時放送）
- 2010年8月〜
REDS WAVE：毎週月曜日 22:00 - 22:55（サイマルラジオ同時放送）

## 特別番組
スピンオフ番組
- 「アニ鉄DX」
2007年12月31日に放送された年越し特番の中で、「アニDX」と「鉄道オヤジ」のコラボレーション番組が放送された。

REDS WAVE：2007年12月31日 23:00 - 23:55（生放送）
パーソナリティ：ワイドビュー伊藤、にか、快速アクティー、もっとー
- 「明日はクリスマスイヴだよ! みんなとってもDX!! 略して『アーDX』」
2009年12月23日に開催された「第2回 浦和ふれ愛フェスタ 2009」の一環として、10時間に亘る公開生放送が実施された。

REDS WAVE：2009年12月23日 12:00 - 22:00（生放送）
番組総合司会：ワイドビュー伊藤、にか
パーソナリティ：松本茜、森仁奈、徳丸友紀、家田紗綾子、快速アクティー、宮田昌典
ゲスト：HEY!たくちゃん、布施貴美子、宮崎奈穂子、岡田悟志（THE LOCAL ART）、早生凛、小林葉子、佐藤美香、森陽子、河野明美、ほか
公開生放送
- 2010年2月〜2010年4月
2010年2月7日、2010年3月7日、2010年4月4日の3回のみ、公開生放送が実施された。

REDS WAVE：毎月第1日曜日 12:00 - 12:55（生放送）

## 主題歌
レギュラー放送
- 第1回 - 第52回
「Fortune」
作詞 - shungo.・藤末樹 / 作曲 - 藤末樹 / 編曲 - 斎藤真也 / 歌 - 玉置成実
- 第53回 - 第104回（第100回を除く）
「Sanctuary」
作詞 - mavie・ats- / 作曲・編曲 - ats- / 歌 - 玉置成実
- 第105回 - 第260回（第165回、第170回、第188回、第209回を除く）
「Happiness」
作詞 - 山口寛雄・古屋真 / 作曲 - 山口寛雄 / 編曲 - 齋藤真也 / 歌 - 玉置成実
- 第261回 - 第469回（第261回、第300回、第313回、第321回、第330回、第337回、第347回を除く）
「Choose my love!」
作詞 - こだまさおり / 作曲 - 栗林みな実 / 編曲 - 関野元規 / 歌 - 栗林みな実
- 第470回 -
「未来はデラックス」
作詞 - katsue (原案 - ワイドビュー伊藤) / 作曲 - 増田泉 / 編曲 - 増田泉・YOFFY / 歌 - DelightStyle / Sound Produced by YOFFY

特番・特集回等
- 第100回
「Happiness」
作詞 - 山口寛雄・古屋真 / 作曲 - 山口寛雄 / 編曲 - 齋藤真也 / 歌 - 玉置成実
- 第149'回（2010年2月7日公開生放送）、第153'回（2010年3月7日公開生放送）
「TRANSMIGRATION」
作詞 - 奥井雅美 / 作曲・編曲 - 矢吹俊郎 / 歌 - 水樹奈々
- 第156'回（2010年4月4日公開生放送）
オープニング「冒険でしょでしょ?」
作詞 - 畑亜貴 / 作曲 - 冨田暁子 / 編曲 - 藤田淳平（Elements Garden） / 歌 - 平野綾
エンディング「ハレ晴レユカイ」
作詞 - 畑亜貴 / 作曲 - 田代智一 / 編曲 - 安藤高弘 / 歌 - 平野綾、茅原実里、後藤邑子
- 第165回、第170回、第321回
「冒険でしょでしょ?」
作詞 - 畑亜貴 / 作曲 - 冨田暁子 / 編曲 - 藤田淳平（Elements Garden） / 歌 - 平野綾
- 第188回
「Cagayake!GIRLS」
作詞 - 大森祥子 / 作曲・編曲 - Tom-H@ck / 歌 - 桜高軽音部（平沢唯・秋山澪・田井中律・琴吹紬（豊崎愛生、日笠陽子、佐藤聡美、寿美菜子））
- 第209回、第261回、第313回、第365回、第417回
「花は桜 君は美し」
作詞・作曲 - 水野良樹 / 編曲 - 渡辺善太郎 / 歌 - いきものがかり
- 第300回
「北川謙二」
作詞 - 秋元康 / 作曲 - 田中俊亮 / 編曲 - 野中“まさ”雄一 / 歌 - NMB48
- 第330回
「星空☆ディスティネーション」
作詞・作曲・編曲 - 北川勝利 / ストリングス編曲 - 宮川弾 / 歌 - 花澤香菜
- 第337回
「センチメンタルラブ」
作詞・作曲 - ユカ / 編曲 - 湯浅篤 / 歌 - みみめめMIMI
- 第347回
「コネクト」
作詞・作曲 - 渡辺翔 / 編曲 - 湯浅篤 / 歌 - ClariS